# Way Bandy
Way Bandy, nato Ronald Duane Wright (Birmingham, 9 agosto 1941 – New York, 13 agosto 1986), è stato un truccatore statunitense,  tra i più famosi e retribuiti nel mondo della moda durante gli anni settanta e ottanta.
Verrà ricordato da Francesco Scavullo come "uno dei migliori truccatori della nostra epoca".

## Carriera
Dopo essersi trasferito a New York, Wright cambio identità, facendosi chiamare con un altro nome (in vita non rivelò mai la sua data di nascita e nemmeno la sua vera età) e ricorrendo ad un'operazione di rinoplastica, ad un lifting facciale e ad implantologia dentale. Dopo aver lavorato in una scuola di moda come docente di trucco, ricoprì il ruolo di responsabile del trucco per Charles of the Ritz fino al 1978, anno in cui garantì il suo personale contributo artistico per il musical No, No, Nanette messo in scena al Broadway.

## La malattia e la morte
Estremamente riservato sulla sua vita personale, Bandy non rivelò mai di aver contratto l'AIDS temendo che lo stigma attorno alla malattia gli avrebbe comportarto la perdita del lavoro. Anche quando il suo stato di salute divenne assai grave, si rifiutò categoricamente di vedere un medico perché non nutriva fiducia in loro.
È morto a causa di una polmonite correlata all'AIDS il 13 agosto 1986. È stato cremato e le sue ceneri, assieme a quelle del suo amante Michael Gardine, morto nel 1985, sono state poi sparse, come da sua volontà, in una pineta a Key West, in Florida, dal suo amico ed esecutore testamentario Maury Hopson.
Come ha espressamento chiesto prima di morire, il suo necrologio riporta come causa della morte, le "complicanze correlate all'AIDS" e come erede, nessuno.

## Filmografia
- Stupro (Lipstick), regia di Lamont Johnson (1976)
- Chi ha ucciso suo marito? (Somebody Killed Her Husband), regia di Lamont Johnson (1978)